# KSG电子竞技俱乐部
苏州KSG电子竞技俱乐部（英語：KuaiShow Gaming，又称快手电子竞技俱乐部），是位于中国苏州的电子竞技俱乐部，目前拥有王者荣耀（KPL) 和 和平精英分部 (PEL)。

## 历史
2020年9月，快手收购YTG战队，并更名KSG.YTG参加KPL联赛。2021年2月，正式更名KSG。2021年10月17日，KSG宣布正式落户苏州，并更名苏州KSG。2023年6月，苏州KSG正式启用“苏州快手太湖国际电竞馆”主场。

## 王者荣耀名单
| 位置     | 选手ID | 姓名   |
| -------- | ------ | ------ |
| 主教练   | 子旗   | 万子旗 |
| 赛训经理 | PD     | 郑睿   |
| 助教     | 风君   | 宋立洋 |
| 助教     | 莱恩   | 刘伟   |
| 对抗路   | 萝卜   | 陈佳鸿 |
| 打野     | 句号   | 何伟嘉 |
| 打野     | 昊然   | 王昊然 |
| 中路     | 流浪   | 张恒   |
| 发育路   | 妖刀   | 钟天乐 |
| 发育路   | 卡密望 | 黄继业 |
| 游走     | 子阳   | 向阳   |
| 游走     | 啊泽   | 李涛   |
| 游走     | 九幽   | 李俊超 |

## 和平精英分部
2024年6月21日，KSG宣布收购原成都PAI，正式加入PEL。